# بيسو 21
بيسو 21 هي فرقة بوب لاتينية كولومبية. وحققت أغنياتهم الفردية " Me Llamas " و" Besándote " و" Déjala Que Vuelva " نجاحات في موطنهم الأصلي، أمريكا اللاتينية وإسبانيا.

## روابط خارجية
- باللغة الإسبانية
- Piso 21 at AllMusic